# Tasiro Júzó
Tasiro Júzó (Fukuoka, 1982. július 22. –) japán válogatott labdarúgó.

## Nemzeti válogatott
A japán válogatottban 3 mérkőzést játszott.

## Statisztika
| Japán válogatott | Japán válogatott | Japán válogatott |
| Időszak          | Mérk.            | gól              |
| ---------------- | ---------------- | ---------------- |
| 2008             | 3                | 0                |
| Összesen         | 3                | 0                |